# Gushan, Fujian
Gushan (kinesiska: 鼓山) är en köping i sydöstra Kina. Den ligger i stadsdistriktet Jin'an i provinshuvudstaden Fuzhou i provinsen Fujian.  Antalet invånare är 286 095. Befolkningen består av 135 555 kvinnor och 150 540 män. Barn under 15 år utgör 15,0 %, vuxna 15-64 år 81 %, och äldre över 65 år 3,0 %.